# Ciclop

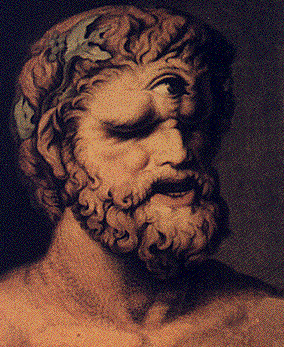
Ciclopul Polyphemus, de Johann Heinrich Wilhelm Tischbein, 1802 (Landesmuseum Oldenburg)

Ciclopii (sau Cyclopes) au fost în mitologia greacă ființe fabuloase, reprezentate ca niște uriași cu un singur ochi în frunte. Ciclopii se aseamănă cu oamenii dar diferă prin mărime, fiind gigantici. Inițial erau doar trei: Brontes, Steropes și Arges.
Au rezultat din uniunea dintre Geea (Mama Natura) și Uranus (Cerul).
Ciclopii au fost primii fierari. Se crede că vulcanii sunt rezultatul muncii lor.
Ei erau de mai multe categorii:
- Ciclopi uranieni (Arges, Brontes și Steropes), născuți din Uranus și Gaia
- Ciclopi păstori (populau coastele Siciliei)
- Ciclopi făurari, ajutoarele lui Hephaistos; aceștia lucrau în muntele Etna, alături de zeul făurar, arme pentru oameni și pentru zei.

Cronos i-a închis pe ciclopi în Tartar. Ei au fost eliberați de Zeus și au luptat alături de el împotriva titanilor. Ca răsplată, ciclopii i-au oferit lui Zeus ca arme fulgerul și tunetul. Ei au rămas muncitorii săi lucrând pe muntele Olimp.
Polifem (fiul lui Poseidon) este cel mai cunoscut ciclop. A rămas orb după lupta cu Odysseus.
Se spune că Apollo i-a omorât pe ciclopi pentru a răzbuna moartea fiului său, Aesculapius, omorât de Zeus.